# オラーンゴム
オラーンゴム（モンゴル語: Улаангом、「赤い砂」の意）は、モンゴル国西部の都市で、オブス県の県都。ウヴス・ヌール湖岸の南西26km、ロシア国境の南120kmに位置し、ハルヒラー山を望む。ウラーンゴムとも表記される。

## 概要
人口は2万6319人（2000年国勢調査）、2万3000人（2006年推計）、2万2300人（2008年推計）でオブス県全体の28.9%を占める。チャンドマニとウリアスニ・ヘブの二地区に分けられる。
市内にはロシアのトゥヴァ共和国の総領事館がある。トゥヴァ共和国の首都クズルにも、オブス県の駐在館事務所が置かれている。

## 文化
県庁前に県内の出身で、40年以上にわたりモンゴルを率いたユムジャーギィン・ツェデンバルの像がある。教育・文化機関や研究所が多く、大学と専門学校が各一校、中学校が5校ある。

## 歴史
オラーンゴムの建設は1686年のこととされる。17世紀後半には穀物のプランテーションが広がっていた。

## 交通
ロシア国境までハイウェイが連絡し、電力もロシア連邦から輸入している。2011年6月、これまでの空港に代わり市街北方にオーランゴム空港が完成、6月26日に供用を開始した。フンヌ・エアとアエロ・モンゴリアがウランバートル便を就航させている。

## 気候
寒冷なステップ気候で、降水量は年間130ミリとひじょうに少ない。モンゴルでも最も気候の厳しい地方のひとつである。
| オラーンゴムの気候          | オラーンゴムの気候 | オラーンゴムの気候 | オラーンゴムの気候 | オラーンゴムの気候 | オラーンゴムの気候 | オラーンゴムの気候 | オラーンゴムの気候 | オラーンゴムの気候 | オラーンゴムの気候 | オラーンゴムの気候 | オラーンゴムの気候 | オラーンゴムの気候 | オラーンゴムの気候 |
| 月                          | 1月                | 2月                | 3月                | 4月                | 5月                | 6月                | 7月                | 8月                | 9月                | 10月               | 11月               | 12月               | 年                 |
| --------------------------- | ------------------ | ------------------ | ------------------ | ------------------ | ------------------ | ------------------ | ------------------ | ------------------ | ------------------ | ------------------ | ------------------ | ------------------ | ------------------ |
| 平均最高気温 °C （°F）      | −26.0 (−14.8)      | −23.4 (−10.1)      | −11.6 (11.1)       | 6.5 (43.7)         | 19.0 (66.2)        | 24.5 (76.1)        | 25.4 (77.7)        | 23.3 (73.9)        | 17.3 (63.1)        | 7.2 (45)           | −5.8 (21.6)        | −21.2 (−6.2)       | 2.93 (37.28)       |
| 日平均気温 °C （°F）        | −32.1 (−25.8)      | −29.8 (−21.6)      | −18.5 (−1.3)       | 0.2 (32.4)         | 11.4 (52.5)        | 17.5 (63.5)        | 18.9 (66)          | 16.6 (61.9)        | 10.0 (50)          | 0.4 (32.7)         | −10.5 (13.1)       | −25.5 (−13.9)      | −3.45 (25.79)      |
| 平均最低気温 °C （°F）      | −36.6 (−33.9)      | −35.4 (−31.7)      | −24.9 (−12.8)      | −6.0 (21.2)        | 3.7 (38.7)         | 10.1 (50.2)        | 12.2 (54)          | 9.7 (49.5)         | 3.3 (37.9)         | −5.4 (22.3)        | −15.6 (3.9)        | −30.6 (−23.1)      | −9.62 (14.68)      |
| 降水量 mm （inch）          | 1.8 (0.071)        | 1.8 (0.071)        | 3.4 (0.134)        | 3.9 (0.154)        | 6.3 (0.248)        | 26.2 (1.031)       | 35.0 (1.378)       | 22.8 (0.898)       | 13.4 (0.528)       | 4.6 (0.181)        | 6.8 (0.268)        | 4.0 (0.157)        | 130 (5.119)        |
| 平均降水日数 （≥1.0 mm）    | 0.5                | 0.6                | 1.2                | 1.1                | 1.5                | 4.4                | 7.2                | 4.0                | 2.4                | 1.0                | 1.8                | 1.0                | 26.7               |
| 平均月間日照時間            | 136.4              | 161.0              | 232.5              | 261.0              | 313.1              | 318.0              | 306.9              | 297.6              | 249.0              | 195.3              | 99.0               | 102.3              | 2,672.1            |
| 出典：Hong Kong Observatory |                    |                    |                    |                    |                    |                    |                    |                    |                    |                    |                    |                    |                    |